# Liste der Ehrenbürger von Ulm
Die Stadt Ulm hat folgenden Personen das Ehrenbürgerrecht verliehen.
Außerdem waren 1933 Adolf Hitler, Wilhelm Murr und Wilhelm Dreher zu Ehrenbürgern ernannt worden. Diese Ehrungen wurden 1945 für ungültig erklärt.
Hinweis: Die Auflistung erfolgt chronologisch nach Datum der Zuerkennung:

## Die Ehrenbürger und Ehrenbürgerinnen der Stadt Ulm
- Johannes von Friz, Oberamtmann in Ulm von 1847 bis 1852, später Staatsrat; (1855)[2]
- Freiherr Karl Holzschuher zu Harrlach, Regierungsdirektor für den Donaukreis in Ulm; (1863)
- Freiherr Karl Schott von Schottenstein, Regierungsdirektor für den Donaukreis in Ulm; (1863)
- Christian Heinrich von Nagel (1803–1882), Direktor des Gymnasiums und Gründer der Realschule in Ulm; (1869)
- Dekan August Landerer (1800–1875), Stadtpfarrer am Ulmer Münster; (1870)
- Ferdinand von Steinbeis (1807–1893), Präsident der Zentralstelle für Gewerbe und Handel in Stuttgart; (1871)
- Freiherr Moritz von Prittwitz (1795–1885), Erbauer der Bundesfestung Ulm; (1872)
- Joseph von Egle (1818–1899), Hofbaumeister und Direktor der Stuttgarter Baugewerkschule, Münsterrestaurationsbeirat; (1878)
- Karl von Heim (1820–1895), Oberbürgermeister der Stadt Ulm 1863–1890; (1888)
- Fürst Otto von Bismarck (1815–1898), Reichskanzler; (1895)
- August Beyer (1834–1899), Münsterbaumeister; (1898)
- Rudolf von Zingler (1839–1920), Festungsgouverneur von Ulm; (1899)
- Freiherr Maximilian Schott von Schottenstein (1836–1917), Ministerpräsident von Württemberg; (1900)
- Karl Wacker (1837–1908), stellvertretender Oberbürgermeister der Stadt Ulm; (1907)
- Graf Ferdinand von Zeppelin (1838–1917), Pionier des Luftschiffbaus; (1912)
- Generalfeldmarschall Paul von Hindenburg (1847–1934), (späterer) Reichspräsident; (1915)
- Otto von Marchtaler, württembergischer Kriegsminister; (1918)
- General Friedrich von Gerok (1854–1937), württembergischer Friedensgouverneur der Festung Ulm; (1918)
- Heinrich von Wagner (1857–1925), Oberbürgermeister der Stadt Ulm 1891–1919; (1919)
  - Adolf Hitler (1889–1945), Reichskanzler; (1933)
  - Wilhelm Murr (1888–1945), Reichsstatthalter der NSDAP für Württemberg; (1933)
  - Wilhelm Dreher (1892–1969), Staatskommissar der NSDAP für Ulm und Oberschwaben und Polizeidirektor in Ulm; (1933)

(Diese drei Ehrungen wurden nach dem Krieg für ungültig erklärt (Ulmer Amtsblatt, 23. Juni 1945))
- Emil Schwamberger (1882–1955), Oberbürgermeister der Stadt Ulm 1919–1933; (1945)
- Theodor Pfizer (1904–1992), Oberbürgermeister der Stadt Ulm 1948–1972; (1972)
- Ludwig Erhard (1897–1977), Bundeskanzler, Bundestagsabgeordneter für den Wahlkreis Ulm; (1977)
- Senator Karl Eychmüller (1892–1981), Oberbürgermeister der Stadt Ulm 7. Mai – 8. Juni 1945, Vorsitzender des Münsterbauvereins; (1977)
- Hans Lorenser (1916–1989), Landtagsabgeordneter für den Wahlkreis Ulm, Oberbürgermeister der Stadt Ulm 1972–1984
- Rosa Lorenser (1914–2009), Ehefrau von Hans Lorenser, erste Frau, der die Ehrenbürgerwürde der Stadt Ulm verliehen wurde; (1984)
- Ernst Ludwig (1927–2017), Oberbürgermeister 1984–1992; (1992)
- Inge Aicher-Scholl (1917–1998), Schwester von Hans und Sophie Scholl, Mitbegründerin und erste Leiterin der Ulmer Volkshochschule, Mitbegründerin der Hochschule für Gestaltung Ulm (HfG); (1997)
- Wolfgang Eychmüller (1929–2013), Unternehmer, Vorsitzender des Münsterbauvereins und der Universitätsgesellschaft; (2004)
- Lothar Späth (1937–2016), Ex-Ministerpräsident von Baden-Württemberg, Manager, Initiator der Wissenschaftsstadt Ulm; (2006)
- Ivo Gönner (* 1952), ehemaliger Oberbürgermeister der Stadt Ulm (1992–2016); (2016)
- Gunter Czisch (* 1963), ehemaliger Oberbürgermeister der Stadt Ulm (2016–2024); (2024)